# Parafia Wniebowzięcia Najświętszej Maryi Panny w Nowym Siole
Parafia Wniebowzięcia Najświętszej Maryi Panny w Nowym Siole – parafia rzymskokatolicka znajdująca się w dekanacie Cieszanów, w diecezji zamojsko-lubaczowskiej. 
Do parafii należą wierni z Nowego Sioła. W parafii jest 640 wiernych.

## Historia
Rzymsko-katolicy należeli do parafii św. Wojciecha w Cieszanowie, a w Nowym Siole była cerkiew i parochia pw. św. Eliasza Proroka. W 1907 roku zbudowano murowaną cerkiew. Po wysiedlenia grekokatolików cerkiew została przejęta przez mieszkańców, którzy zwrócili się do administratora apostolskiego w Lubaczowie o utworzenie parafii. 15 sierpnia 1974 roku dekretem biskupa administratora Mariana Rechowicza został erygowana parafia pw. Wniebowzięcia Najświętszej Maryi Panny. W 1978 roku oddano do użytku nową plebanię.
Proboszczowie
1974–1984 – ks. prał. Jan Bojarski
1984–1992 – ks. Józef Michalik
1992–1995 – ks. Feliks Kowal
1995–2015 – ks. Władysław Dobrowolski
2015– – ks. Mieczysław Kaciuba